# 里昂主教座堂

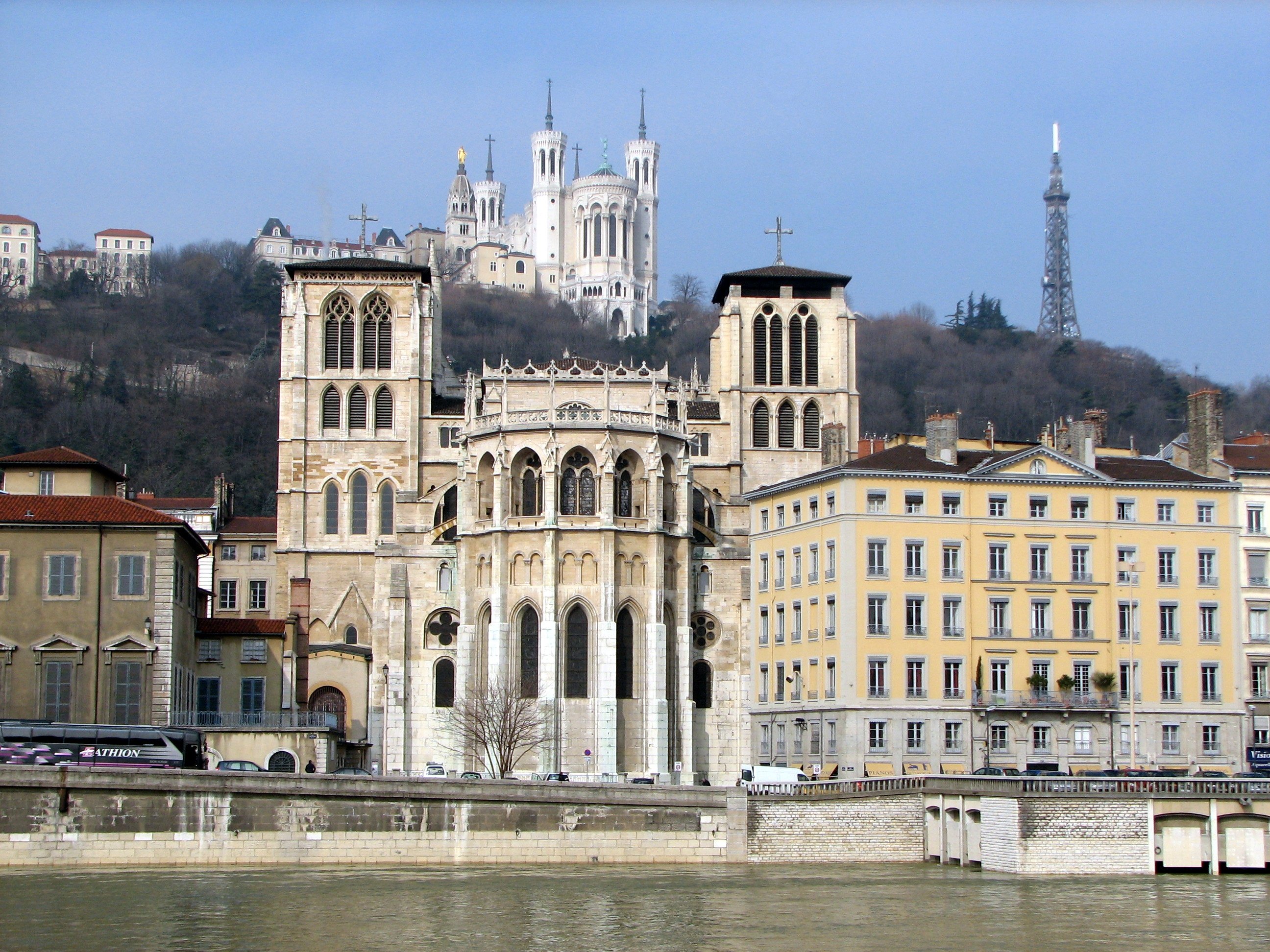
里昂主教座堂，山上是富维耶圣母院.

里昂圣若翰洗者主教座堂（Cathédrale Saint-Jean-Baptiste de Lyon）是法国里昂的一座天主教教堂，天主教里昂总教区的主教座堂。由里昂最早的两位主教巴田诺（Pothinus）和依勒纳（Irenaeus）建立。里昂主教座堂也称为 "Primatiale" 因为在1079年教宗任命里昂总主教以“高卢主教长”的头衔，为法国的首席总主教。
里昂主教座堂于12世纪始建于6世纪教堂废墟上，完成于1476年，内部长80米，宽20米，中殿高32.5米。还有14世纪的天文钟。 
在富维耶圣母院兴建之前，里昂主教座堂是该市最雄伟的教堂。